# Anu Ramdas
Anu Ramdas (født 26. januar 1980) er kunstner, underviser og forsker der er bosat i København, Danmark. Hun har studeret ved Det Kongelige Danske Kunstakademi, Institut for Eksperimentel Kunst ved The Central Academy of Fine Arts i Beijing, Kina og på Malmø Kunstakademi (Webside ikke længere tilgængelig).
Ramdas’ arbejde tager ofte udgangspunkt i mediebaseret teknologi, der udfolder hendes ideer gennem; lyd, tekst, performance, tegning, film og fotografi. Hun anvender traditionelle og avancerede meditationsteknikker for at tilgå det multidimensionelle arkiv i sin egen ubevidsthed og udforsker derved kompleksiteten, der ligger mellem ideen og det sansede; som en konstant forhandling om de målbare og ikke-målbare værdier.
I hendes serie Parent Bodies Arkiveret 28. december 2019 hos  Wayback Machine læser hun sin egen krop som en agent for det lysfølsomme materiale og oversætter denne data til tegninger, der fungerer som kalejdoskopiske diagrammer til fremtidige tredimensionelle og tidsbaserede værker. Igennem gådefulde genstande og billeder minder hendes visuelle tankeeksperimenter og kosmiske budskaber os om at se, føle, stole og lytte hinsides de vestlige princippers vibrationelle frekvenser, men mod kosmos, vores planet og sjæl.
Hun har haft internationale kunstnerophold på bl.a.  La Wayaka Current i Armila, Panama (2018-19) SALT Beyoglu i Istanbul, Tyrkiet (2013), Can Lis i Porto Petro, Spanien (2013) og Bukarest AIR i Rumænien (2012).
I 2016 samarbejdede hun med den danske kunstner Christian Danielewitz Arkiveret 27. oktober 2020 hos  Wayback Machine om projektet Against the Grain, som behandler et vigtigt emne; forholdet mellem vores brug af teknologi og den globale belastning, der følger, på miljøet. De to danske kunstnere rejste til industribyen Baotou - epicenteret for den kinesiske mineindustri i indre Mongoliet. Her skabte de værkerne på stedet ved hjælp af radioaktivt materiale fra den gigantiske affaldsdepot, Weikuang Dam, der er beliggende i udkanten af byen. Weikuang Dam er et mareridtlandskab, som er et resultat af den hensynsløse jagt på sjældne jordarter, et væsentligt materiale der er grundlaget for vores højteknologiske samfund. Projektet, Against the Grain, er blevet præsenteret på Galleri Image, i Aarhus, Danmark (2016) Galleri [format] i Malmø, Sverige (2017) og på Savvy Contemporary i Berlin, Tyskland (2019).
I 2016 udgav hun bogen Against the Grain på forlaget Antipyrine og i 2014 White City / Black Desert - Black City / White Desert på forlaget [asterisk] i samarbejde med Christian Danielewitz Arkiveret 26. oktober 2020 hos  Wayback Machine.
Hun har siden 2015 været fastansat, som undervisnningsassistent, på laboratoriet for fotografi ved Det Konglige Danske Kunstakademi i København.

## Udvalgte Udstillinger
- 'The Long Term You Cannot Afford' på Savvy Contemporary, Berlin
- 'Floating Art', Vejle Art Museum
- 'Against the Grain' på Fotogalleriet [format] Malmø
- 'Against the Grain' på Galleri Image, Århus
- 'Mauna' på Danske Grafikernes Hus, København
- 'One of Three Monochromes' på C4 Projects, København
- 'Ung Dansk Fotografi '15 ' på Fotografisk Center, København
- 'Hotel Ararat' på Polistar, Istanbul Arkiveret 15. oktober 2017 hos  Wayback Machine
- 'Light! More Light!' på Atelier 35, Bukarest
- AFGANG '11 på Nikolaj Kunsthal, København Arkiveret 28. december 2019 hos  Wayback Machine
- Den Frie, København
- 798 Art Zone Beijing

## Udgivelser
Anu Ramdas; Christian Danielewitz. Against the Grain. Antipyrine. ISBN 978-87-93108-63-9
Anu Ramdas; Christian Danielewitz. White City / Black Desert - Black City / White Desert. Forlagetasterisk. ISBN 978-87-92733-39-9
Anu Ramdas. Travel Light. Piccadilly Expedition Company. Forlagetasterisk. ISBN 9788792733375